# Сох (річка)
Сох — річка в Південному Киргизстані (Баткенська область) та Узбекистані (Ферганська область). Довжина 124 км, площа водозбору 3510 км².
Живлення річки змішане, льодовиково-снігове, а також підземне. Повінь спостерігається у період інтенсивного танення льодовиків — з червня по вересень. Сох бере початок на північних схилах Алайського хребта на висоті понад 3000 м. Утворюється біля села Коргон злиттям річок Ак-Терек, Арчі-Баші, Ходжа-Ачкан, тече на північ. В середній течії служить основним джерелом водопостачання Сохського району (ексклава) Узбекистану. У Ферганській долині повністю розбирається на зрошення, гублячись у іригаційних віялах і конусах виносу. До річки Сирдар'я не доходить з кінця 1940-х років. Середня витрата води у кишлаку Сариконда 42,1 куб. м/с.

## Проблеми
Води використовуються для зрошування і водопостачання населення. Через швидке зростання населення в долині річки Сох, тут відчувається нестача води, поглиблення політико-адміністративної напруженості. Так гірські киргизи верхньої долини Соха затримують воду, що надходить таджикам Сохського анклаву, далі таджики обмежують воду киргизам нижньої долини річки, а ті в свою чергу затримують залишки, що стікають в Узбекистан. На зрошення рисових полів у передгір'ях Бургандинського масиву Киргизія використовує 23—30 % води стоку річки Сох. Освоєння передгір'їв, що знаходяться вище основної території Ферганської області, вже призвело до підвищення рівня ґрунтових вод у Риштанському й Алтиарикському районах Узбекистану. У підсумку Риштанський район втратив 6313 гектарів сільгоспугідь внаслідок загибелі садів і зниження врожайності інших культур.